# Старостенко, Александр Хрисанфович
Александр Хрисанфович Старосте́нко (1903—1973) — советский инженер, конструктор турбин. Лауреат Ленинской премии.

## Биография
Родился 11 октября 1903 года в селе Таврийское. В 1930 году окончил Ленинградский политехнический институт. В 1930—1931 годах работал на ЛМЗ имени И. В. Сталина.
С 1931 года на заводе «Красный путиловец»: конструктор, инженер, технолог, начальник участка, начальник цеха.
Участник Великой Отечественной войны, обороны Ленинграда. Руководил специально созданным цехом по ремонту танковых моторов.
После войны работал на Кировском заводе: начальник турбинного цеха (1945—1946), главный конструктор (1946—1973). Создал КБ по проектированию турбоагрегатов для военного и транспортного флота.
Был одним из руководителей разработки турбогенераторных установок для первых атомных подводных лодок, турбозубчатых агрегатов для надводных кораблей, турбоагрегатов для атомных ледоколов, танкеров, сухогрузных судов. Доктор технических наук.

## Награды и премии
- Сталинская премия третьей степени (1951) — за работу в области машиностроения
- Ленинская премия (1958)
- орден Трудового Красного Знамени
- два ордена «Знак Почёта».
- медали